# Люжон
Люжо́н (Lu) — единица измерения водопроницаемости грунта.
Единица измерения была разработана для количественной оценки водопроницаемости пород и гидравлической проводимости, вызванной трещинами.

## История
Названа в честь Мориса Люжона, швейцарского геолога, который впервые сформулировал метод в 1933 году.
1 л / (мин × m²) = 100 люжон.

## Тест Люжона
Более конкретно, тест Люжона используется для измерения количества воды, впрыскиваемой в сегменте скважины при постоянном давлении; значение определяется как потеря воды в литрах в минуту на метр скважины под избыточным давлением 1 МПа. Хотя тест Люжона может служить и для других целей, его главная цель — определить коэффициент Люжона, который по определению является поглощением воды, измеряемой в литрах на метр в минуту при давлении 10 кг/см² (1 МН/м²).